# Zora armillata
Zora armillata is een spinnensoort in de taxonomische indeling van de stekelpootspinnen (Zoridae).
Het dier behoort tot het geslacht Zora. De wetenschappelijke naam van de soort werd voor het eerst geldig gepubliceerd in 1878 door Eugène Simon.